# ザ・マッド・スタントマン
ザ・マッド・スタントマン（英語: The Mad Stuntman、1967年1月24日 - ）は、アメリカ合衆国の歌手、ダンサー。
本名はマーク・クアシー（Mark Quashie）。トリニダード・トバゴ出身。『I Like to Move It』などで知られている。
『I Like to Move it』は映画『マダガスカル』シリーズでも使用されている（ただし、オリジナル音源ではなくサシャ・バロン・コーエン、ウィル・アイ・アムによるカバー版を使用）。そのほか、さまざまなCMでも採用されている。